# 長蛇座HQ
長蛇座HQ，又名BD-09 2471，HD 69997、SAO 154105、HR 3265，是長蛇座的一颗恒星，视星等为6.32，位于銀經232.52，銀緯14.3，其B1900.0坐标为赤經8h 14m 27.5s，赤緯-9° 14.3′ 13″。